# محمدرحیم بن محمدجعفر سبزواری
میرزا محمد رحیم شیخ الاسلام اصفهانی (فوت ۱۱۴۷ ه‍.ش، ۱۱۸۱ ه‍.ق) از علما و روحانیان و رجال حکومتی در قرن دوازدهم هجری بود. محمد رحیم سبزواری در نزد امرا و بزرگان دولت و شخص نادر شاه بسیار محترم بوده و از طرف نادرشاه، اول به منصب قضاوت و سپس به شیخ الاسلامی اصفهان منصوب شده‌است.

## مناصب
دراوائل حکومت نادر و قدرت یافتن او، دو منصب روحانی یعنی امامت جماعت و شیخ الاسلام در اعقاب علامه مجلسی قرار گرفته بود. عده ای از مشاورین به نادر اظهار داشتند که نباید این دو منصب که در بین توده مردم قدرت و نفوذ و اهمیت دارد در یک جا متمرکز باشد که هر وقت بخواهند بتوانند با دولت مخالفت کنند و ضمناً آنها از طرفداران صفویه می‌باشند. از ان جهت که نادر به فکر بدست آوردن قدرت مطلقه بود و قبلاً با قدرت یافتن علما شیعه مخالف بود و عده ای از آنان را به بهانه‌های شهید گردانیده بود تصمیم به جداسازی و منصوب کردن دو نفر برای امامت جماعت و شیخ الاسلامی کرد.
در سال ۱۱۱۷ه‍.ش (۱۱۵۱ ه‍.ق)،
موقعی که نادر در اردوئی در قزوین بود، با آگاهی از سوابق میرزا محمد رحیم سبزواری که ا ز علما موافق و هواخواه او بود، مشورت کرد و ایشان درجواب او گفت: امامت جمعه در خاندان علامه مجلسی بوده و محقق سبزواری جد ما قبلاً نیز شیخ الاسلام بوده‌است و نادر این سخن را پذیرفت و میرزا محمد رحیم را به سمت قاضی اصفهان و سپس شیخ الاسلام این شهر منصوب کرد. این اقدام ضمن جدا کردن دو منصب امام جماعت و شیخ الاسلام و شکستن قدرت هر دو باعث می‌شد که حتی آنها در مقابل هم قرار بگیرند

## آثار
وی رساله‌های چندی تألیف نموده که از آن جمله می‌توان به رساله‌های زیر اشاره کرد:
- رساله فی الغنا: میرزا محمد رحیم ابتدا به طریقه استدلال جدش مرحوم سبزواری پرداخته و آنگاه حکم تغنی و استماع غنا در روایات را بیان می‌کند تاریخ کتابت: ۱۱۳۲ ه‍.ش (۱۱۶۶ ه‍.ق)
- رساله فی الجمع بین الظهر و الجمعه: در حکم فقهی جمع بین نماز ظهر و نماز جمعه در روز جمعه
- اعتبار رویه الهلال یوم الثلاثین قبل الزوال: که براساس نگارش‌ها و دیدگاه‌های جدش، محقق سبزواری و پدرش، شیخ محمد جعفر دربارهٔ دیدن ماه پیش از ظهر و اینکه آن روز متعلق به کدام ماه است، می‌باشد و ان را با دیدگاه فاضل سراب که از شاگردان محقق سبزواری بوده مقایسه می‌کند
- رد اثبات الاین و الحیث و الکیف و الماهیه لله تعالی بدعاء المشلول

## شاگردان
شاگردانی از وی اجازه روایت گرفته و از او بهره‌مند شده‌اند که شامل:
- محمد باقر شریف اصفهانی ابن محمد تقی شریف رضوی قمی، مؤلف نورالعیون تألیف ۱۱۴۴ ه‍.ش (۱۱۷۹ ه‍.ق)[۶]
- میرزا محمّدابراهیم قاضی که قاضی اصفهان شد و سرانجام  قاضی عسکر نادرشاه گردید[۷]
- محمد هاشم که در نزد میرزا عبدالرحیم در تاریخ ۱۰۸۴ ه‍.ش (۲۸، ربیع‌الثانی ۱۱۱۷) الکافی را قرائت و تصحیح نمود[۸]
- شیخ محمّد قاسم بن مولی محمّد رضا تنکابنی از علما و محدّثین[۹][۱۰]

## شورای کبیر مغان
محمد رحیم سبزواری، یکی از رجال دعوت شده به شورای کبیر مغان بود که در مقابل اعتراض میرزا ابوالحسن ملاباشی، صدرالصدور، که گفت: نادر باید از شاهراده گان باشد و او از خانواده اصیلی نیست و پدر او پوستین دوز بوده‌است، چنین استدلال می‌کند که: طبق آیات قرانی: پیامبران، امامان و خلفا صاحب حرفه و شغل بوده‌اند و پادشاهی و بزرگی و عزت و احترام را خدا تعیین می‌کند نه خانواده و شغلی که آنها داشته‌اند. نادر پس از شنیدن این مباحثه، دستور به خفه کردن میرزا ابوالحسن ملاباشی و اهدا کردن یک کت وجامه گرانبها به میرزا عبدالرحیم می‌کند

## زندگی‌نامه
حاج میرزا عبدالرحیم (اول) در اصفهان متولد شد و فرزند ملا محمد جعفر (فوت ۱۱۰۱ ه‍.ش/۱۱۳۵ ه‍.ق) است.
او از نوادگان محقق سبزواری می‌باشد و نسب او چنین است: محمدرحیم (اوّل) بن ملا محمد جعفر بن آخوند ملا محمدباقر محقق سبزواری بن محمد مؤمن الشریف السبزواری (فوت در حدود ۹۹۸ ه‍.ش -۱۰۲۸ ه‍.ق)
همسر ایشان بیگم سلطان بوده و آنها دو پسر به اسامی: میرزا عبدلمطالب سبزواری و میرزا عبدالله سبزواری داشتند. هر دو پسر در زمان حیات پدر به ترتیب در ۳۰ تیر ۱۱۲۶ ه‍.ش (۱۳ رجب ۱۱۶۰ ه‍.ق) و تیرماه ۱۱۴۱ ه‍.ش (ذی الحجه الحرام ۱۱۷۵ ه‍.ق) فوت کردند و در محوطه پشت بقعه آقا حسین خوانساری بطرف شمال غربی کنار یکدیگر دفن شدند. بیگم سلطان نیز در تکیه خوانساری دفن شده که سنگ قبرایشان شامل نقش فرشته است که بر روی تعداد معدودی از سنگ قبرهای تخت فولاد به چشم می‌خورد و مظهر روح و زندگی جاویدان و دنیای ماوراءالطبیعه که موعود و معاد انسانی است می‌باشد.
میرزا محمد رحیم شیخ الاسلام در تاریخ ۲۰ اردیبهشت ۱۱۴۷ ه‍.ش (۲۱ ذی الحجه ۱۱۸۱ ه‍.ق) در سنین بالا درگذشت

## برای مطالعهٔ بیشتر
کتاب رؤیت هلال از دیدگاه علما

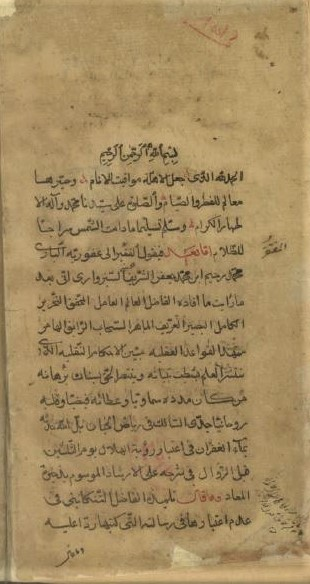
اعتبار رویه الهلال یوم الثلاثین قبل الزوال، تألیف: محمدرحیم بن محمدجعفر سبزواری (فوت ۱۱۴۷ ه‍.ش) (فوت ۱۱۸۱ ه‍.ق)

اختلاف نظر مراجع و کشورهای اسلامی در اثبات رؤیت هلال ماه‌های رمضان و شوال پرسش‌ها و سوالاهای را در پی آورده که موجب بروز مشکلاتی برای مسلمانان روزه دار در انجام اعمال و وظایف دینی و برگزاری مراسم مهم اسلامی شده‌است. کتاب رؤیت هلال از دیدگاه علما توسط مختاری- رضا ،صادقی -محسن ،(۱۳۸۴) ،بوستان کتاب، پژوهشگاه علوم و فرهنگ اسلامی، به این موضوع پرداخته و در جلد اول بخش دوم، سی رساله مستقل دربارهٔ رؤیت هلال، از بیش از ده سده تصحیح و درج کرده که نخستین آنها از شیخ مفید (م۴۱۳ه‍.ق) و آخرین آنها از سید محمود هاشمی شاهرودی می‌باشد. رساله اعتبار رؤیة الهلال قبل الزوال توسط محمدرحیم بن محمدجعفر سبزواری (م۱۱۸۱ه‍.ق) دوازدهمین رساله درج شده در این کتاب می‌باشد. در بخش سوم نیز به صورت تفصیلی آرای فقهای شیعه را از سده چهارم تاکنون را دربرمی گیرد. کتاب رؤیت هلال، کتاب سال حوزه در سال ۱۳۸۵ می‌باشد